# بيلة بيليروبينية
في الطب، البَيْلَة البيليروبينيّة هي خلل يوجِدُ فيه البيليروبين المقترن (المباشر) في البول.
ويتشابه مصطلح البَيلَة الصفراويّة (biliuria) مع البَيلة البيلوروبينيّة، لكنه أكثر عموميّة؛ إذ يشير إلى وجود أي صبغة صفراوية (أي من العصارة الصفراء) تُطرح في البول.
يُكتشف البيليروبين المقترن في البول عندما تكون نسبة بيليروبين الدم بحوالي 30-34 مليمول/لتر أو 2 ملغم/ديسيلتر. ففي هذا التركيز من البيليروبين المقترن في الدم يظهر على شكل اصفرار الأغشية المخاطيّة والصلبة.

## الأسباب
السبب الأكثر شيوعاً لبيلة البيليروبين؛ هو مرض الخلايا الكبدية. كما تشمل أسبابا أكثر ندرة: كالاضطرابات الوراثية؛ مثال: متلازمة دوبين-جونسون ومتلازمة روتور.
على الرغم من أن متلازمة غلبرت ومتلازمة كريغلر نجار تتميزان بزيادة البيليروبين في مَصْل الدم؛ إلا إن البيليروبين في هذه الاضطرابات الوراثية يكون غير مقترن، وبالتالي لا يطرح في البول.
تحدث زيادة ستركوبيلين (يوروبيلين) في البراز والبول بسبب انحلال الدم المُفرط داخل الخلايا في كريات الدم الحمراء، والذي يجعل البيليروبين الغير مقترن يدخل الأمعاء، ويُنتج عددا كبيرا من مولد الستيركوبيلين(يوروبيلينوجين). وأخيراً تمتص في الدم ومن ثم تمر إلى البول.